# Европско првенство у атлетици у дворани 1978 — бацање кугле за мушкарце
Такмичење у бацању кугле у мушкој конкуренцији на 9. Европском првенству у атлетици у дворани 1978. одржано је 12. марта у Палати спортова Сан Сиро у Милану, (Италија).
Титулу европског првака освојену на Европском првенству у дворани 1976. у Минхену бранио је |Џефри Кејпс из Уједињеног Краљевства.

## Земље учеснице
Учествовало је 10 бацача кугле из 9 земаља.
1. Западна Немачка (1)
2. Источна Немачка (1)
3. Италија (1)
4. Пољска (1)
5. Совјетски Савез (2)
6. Уједињено Краљевство (1)
7. Финска (2)
8. Чахословачка (1)
9. Швајцарска (1)

## Рекорди
| Рекорди пре почетка Европског првенства у дворани 19787.    | Рекорди пре почетка Европског првенства у дворани 19787. | Рекорди пре почетка Европског првенства у дворани 19787. | Рекорди пре почетка Европског првенства у дворани 19787. | Рекорди пре почетка Европског првенства у дворани 19787. | Рекорди пре почетка Европског првенства у дворани 19787. |
| ----------------------------------------------------------- | -------------------------------------------------------- | -------------------------------------------------------- | -------------------------------------------------------- | -------------------------------------------------------- | -------------------------------------------------------- |
| Светски рекорд у дворани                                    | Џорџ Вуд                                                 | САД                                                      | 22,02                                                    | Инглвуд, САД                                             | 9. фебруар 1974.                                         |
| Европски рекорд у дворани                                   | Удо Бајер                                                | Источна Немачка                                          | 21,10                                                    | Зенфтенберг Источна Немачка                              | 17. фебруар 1978.                                        |
| Рекорди европских првенстава                                | Џефри Кејпс                                              | Уједињено Краљевство                                     | 20,95                                                    | Гетеборг Шведска                                         | 10. март 1974.                                           |
| Најбољи светски резултат сезоне у дворани                   | Удо Бајер                                                | \| Источна Немачка                                       | 21,10                                                    | Зенфтенберг Источна Немачка                              | 17. фебруар 1978.                                        |
| Најбољи европски резултат сезоне у дворани                  | Удо Бајер                                                | \| Источна Немачка                                       | 21,10                                                    | Зенфтенберг Источна Немачка                              | 17. фебруар 1978.                                        |
| Рекорди после завршеног Европског првенства у дворани 1978. |                                                          |                                                          |                                                          |                                                          |                                                          |
| Нових рекорда није било                                     |                                                          |                                                          |                                                          |                                                          |                                                          |

## Освајачи медаља
|                      |                        |                                  |
| Рејо Столберг Финска | Владислав Комар Пољска | Џефри Кејпс Уједињено Краљевство |

## Резултати

### Финале
| Место | Атлетичар             | Земља                | Резултат | Белешка |
| ----- | --------------------- | -------------------- | -------- | ------- |
|       | Рејо Столберг         | Финска               | 20,48    |         |
|       | Владислав Комар       | Пољска               | 20,16    |         |
|       | Џефри Кејпс           | Уједињено Краљевство | 20,11    |         |
| 4.    | Александар Баришников | Совјетски Савез      | 19,95    |         |
| 5.    | Герд Штајнес          | Западна Немачка      | 19,81    |         |
| 6.    | Јарослав Брабец       | Чахословачка         | 19,36    |         |
| 7.    | Марко Монтелатичи     | Италија              | 19,27    |         |
| 8.    | Жан Пјер Егер         | Швајцарска           | 19,04    |         |
| 9.    | Матијас Шмит          | { Источна Немачка    | 19,00    |         |
| 10.   | Анђело Гропели        | Италија              | 18,45    |         |

## Укупни биланс медаља у бацању кугле за мушкарце после 9. Европског првенства у дворани 1970—1978.
|    | Земља                |   |   |   |    |
| -- | -------------------- | - | - | - | -- |
| 1. | Источна Немачка      | 3 | 4 | 0 | 7  |
| 2. | Уједињено Краљевство | 2 | 2 | 1 | 5  |
| 3. | Чехословачка         | 1 | 0 | 3 | 4  |
| 4. | Бугарска             | 1 | 0 | 0 | 1  |
| 4. | Исланд               | 1 | 0 | 0 | 1  |
| 4. | Финска               | 1 | 0 | 0 | 1  |
| 7, | Пољска               | 0 | 2 | 1 | 3  |
| 8. | Совјетски Савез      | 0 | 1 | 2 | 3  |
| 9. | Француска            | 0 | 0 | 1 | 1  |
| 9. | Шведска              | 0 | 0 | 1 | 1  |
|    | Укупно {10}          | 9 | 9 | 9 | 27 |

|    | Атлетичар              | Земља                |   |   |   |   |
| -- | ---------------------- | -------------------- | - | - | - | - |
| 1. | Хартмут Бризеник       | Источна Немачка      | 3 | 0 | 0 | 3 |
| 2. | Џефри Кејпс            | Уједињено Краљевство | 2 | 2 | 1 | 5 |
| 3. | Јарослав Брабец        | Чехословачка         | 1 | 0 | 2 | 3 |
| 4. | Хајнц-Јоахим Ротенбург | Источна Немачка      | 0 | 2 | 0 | 2 |
| 4. | Герд Лохман            | Источна Немачка      | 0 | 2 | 0 | 2 |
| 6. | Владислав Комар        | Пољска               | 0 | 1 | 1 | 2 |
| 6. | Валериј Волкин         | СССР                 | 0 | 1 | 1 | 2 |